# Tragači (1956.)
Tragači (eng. The Searchers) je slavni američki vestern iz 1956. kojeg je režirao John Ford. Film govori o epskoj potrazi dvaju kauboja za djevojkom otetom od Indijanaca te se smatra jednim od najboljih filmova kinematografije. Redatelji poput Martina Scorsesea i Georgea Lucasa ga smatraju najznačajnijim filmom 20. stoljeća, dok ga je Entertainment Weekly proglasio 13. najboljim filmom svih vremena.

## Filmska ekipa
- John Ford, redatelj

- John Wayne kao Ethan Edwards
- Jeffrey Hunter kao Martin Pawley
- Vera Miles kao Laurie Jorgensen
- Ward Bond kao Svečenik Samuel Johnston Clayton
- Natalie Wood kao Debbie Edwards (16 godina)

## Radnja
Teksas, 1868. Bivši južnjački vojnik Ethan Edwards, pesimistični usamljenik koji mrzi Indijance, se vratio iz građanskog rata i uputio na farmu svojeg brata Aarona negdje u divljini. No idilu pokvari napad Indijanaca Komanča koji razore kuću, ubiju Aarona, njegovu suprugu te otmu njihovu djecu Lucy i Debbie. No ostao je njihov usvojen sin Martin Pawley, koji je na pola Indijanac, te koji žarko želi krenuti na misiju spašavanja. Ethan ga isprva ne želi povesti jer je indijanskog podrijetla, ali na kraju ipak popusti.
Ethan nakon kratkotrajne portage u blizini naiđe na mrtvo Lucyjino tijelo te nastavi potragu, dok njen zaručnik Brad poludi te biva ubijen od Komanča. Godine prolaze a Ethan i Martin još uvijek nisu našli Debbie ali su otkrili da je još živa te da se udala za poglavicu Komanča zvanog Ožiljak. Ethan od tada promijeni svoj cilj te odluči ubiti Debbie jer se pomiješala s Indijancima, što prestraši Martina. Kada ju konačno pronađu kao tinejdžerku, Ethan promijeni svoje mišljenje te je ipak ne ubije nego ju prihvati kao dio obitelji. Martin ubije Ožiljka. Potom vrate Debbie njenim rođacima.

## Nagrade
Nominacije:
Nagrada Saturn:
- najbolje izdanje DVD filmskog klasika 2006.

Directors Guild of America:
- najbolja režija

## Zanimljivosti
- Mladu Debbie Edwards glumi Lana Wood, a stariju Debbie Lanina starija sestra, Natalie Wood.
- Natalie Wood je u vrijeme snimanja još uvijek bila učenica u srednjoj školi. U nekoliko navrata su ju John Wayne i Jeffrey Hunter osobno pokupili po izlasku iz škole kako bi ju odveli na set filma, što je prouzročilo izljeve oduševljenja srednjoškolskih djevojaka.
- John Wayne je izjavio da mu je ovo najdraža filmska uloga.
- Prema Wayneovom intervjuu 1974., John Ford je tijekom filma suptilno naglašavao da je Ethan imao ljubavnu aferu s bratovom suprugom, te da je mogući otac od Lucy i Debbie. To bi značilo da se Ethan želi Indijancima osvetiti ne samo zbog smrti brata, nego i zbog žene koju je volio.

## Teme i analiza
Film počinje s vratima kuće otvorenim prema divljini, čime ta scena predstavlja vizualni motiv uokvirenog prolaza između dva svijeta – divljeg i civiliziranog, u kojem vrijede obiteljska pravila. Kada se glavni protagonist Ethan pojavi na obzoru u pozadini se čuje pjesma „Lorena“, koja se navodno svirala tijekom građanskog rata kada su vojnici napuštali svoje ljubavi, čime se suptilno naglašava da je Martha, supruga njegovog brata, mogla imati aferu s njim. Poput i većine westerna, i ovaj sadrži kauboje koji su, bez obzira da li su dobri ili zli, slijedili stog kod časti (uvijek govore istinu, nikada ne varaju, te su ljubazni prema damama). Ethan je kompleksan lik – usamljen je ali ne pokazuje bratu da je ljubomoran na njegovu obiteljsku idilu. Uz to je ciničan, egocentričan, pesimističan, povremeno zloban te je otvoren rasist prema Indijancima. Njegova potraga za nećakinjom Debbie simbolizira potragu za spašavanjem dijelića obitelji koja se raspala. Kada sazna da se ona „stopila“ s Indijancima isprva ju planira ubiti, no kraju ju ipak prihvati kao svoj dio obitelji. U zadnjoj sceni filma Ethan je uokviren od vrata kuće koja se zatvaraju, čime se simbolizira njegova izoliranost od svijeta.

## Kritike
Kritičari su većinom iznimno hvalili „Tragače“. Roger Ebert ga je čak stavio na svoju listu velikih filmova: „Izgleda da su „Tragači“ zapravo dva filma u jednom. Priča o Ethanu Edwardsu je mračna i usamljena, portet opsesije, i mi možemo vidjeti u njoj Schraderovu inspiraciju za Travisa Bicklea u filmu „Taksist“. Indijanski poglavica Ožiljak je bio uzor svodniku Harveya Keitela u tom filmu, čiji western šešir i duga kosa prouzrukuju Travisa da ga nazove „Poglavicom“. Ethan ne voli Indijance i to otvoreno govori…U viziji „Tragača“ vidimo da se Ford, Wayne i sam Western uče na neobičan način da čovjek koji mrzi Indijance više ne može biti nekompliciran junak“.
Dragan Antulov je napisao: „Priča „Tragača“ ima puno dodirnih točaka s puno sličnih priča, mitova i legenda koje su ispričane stoljećima na raznim kontinentima – to je jedan od onih rijetkih filmova koji zapravo izgledaju kao dio univerzalnog kolektivnog nesvjesnog. To je glavni razlog zašto je ovaj film tako važan, te zašto ga smatraju jednim od najboljih filmova Johna Forda…"Tragači“ su vrlo dobar film, jedan od najboljih svojeg vremena, ali autor ovih redaka ipak ima nekih rezervacija nazvati ga „remek-djelom“. Film je bogat detaljima koji se mogu otkriti pri ponovnom gledanju, ali ta ponovna gledanja otkrivaju i mnoge nedostatke filma. Na primjer, komični podzapleti i likovi, kao što je ekscentrični Mose Harper, katkad oduzimaju uvjerljivost i autentičnost ovoj mračnoj priči…Ukratko, „Tragači“ su film koji pripada kategoriji tzv. „važnih filmova“ – onima koji su zapamćeni više po načinu na koji su utjecali na buduće filmaše nego po svojoj vlastitoj vrijednosti“.
Phil Villarreal je bio vrlo zadovoljan: „Film za sva vremena“. Jeffrey M. Anderson je pak napisao: „Što se tiče priče, film je potpuno uspio. Wayne daje izvrsnu ulogu…No „Tragači“ ne uspijevaju pri upotrebi slabe glazbe i djetinjastog pokušaja humora“.
Kritičar Večernjeg lista Arsen Oremović je pak bio vrlo suzdržan i u svojoj recenziji dao filmu samo jedan od ukupno četiri 'kritičarska prsta': "Ideja o Edwardsovoj katarzi dobro je zamišljena, ali, na žalost, razvučena i potpuno utopljena u svemu ostalome što Ford drobi oko nje. Psihološki naglasak neprestano razbija usporednom pričom o zaljubljivanju njegova partnera (Hunter), a kojega Ford iz nekog razloga vodi kao glupavu karikaturu, i u raznim drugim epizodama. Također, neprestano inzistira i na humoru za koji nikada nije imao posebno istančan ukus. Fotografija i kadrovi su odlični. Možda ovo jest klasik, ali danas više u tome malo tko od publike može stvarno uživati".

## Vanjske poveznice
- Tragači u internetskoj bazi filmova IMDb-a
- Recenzije na Rottentomatoes.com
- Filmsite.org
- Esej o filmu  Arhivirana inačica izvorne stranice od 10. listopada 2007. (Wayback Machine)